# غلطة (إسطنبول)

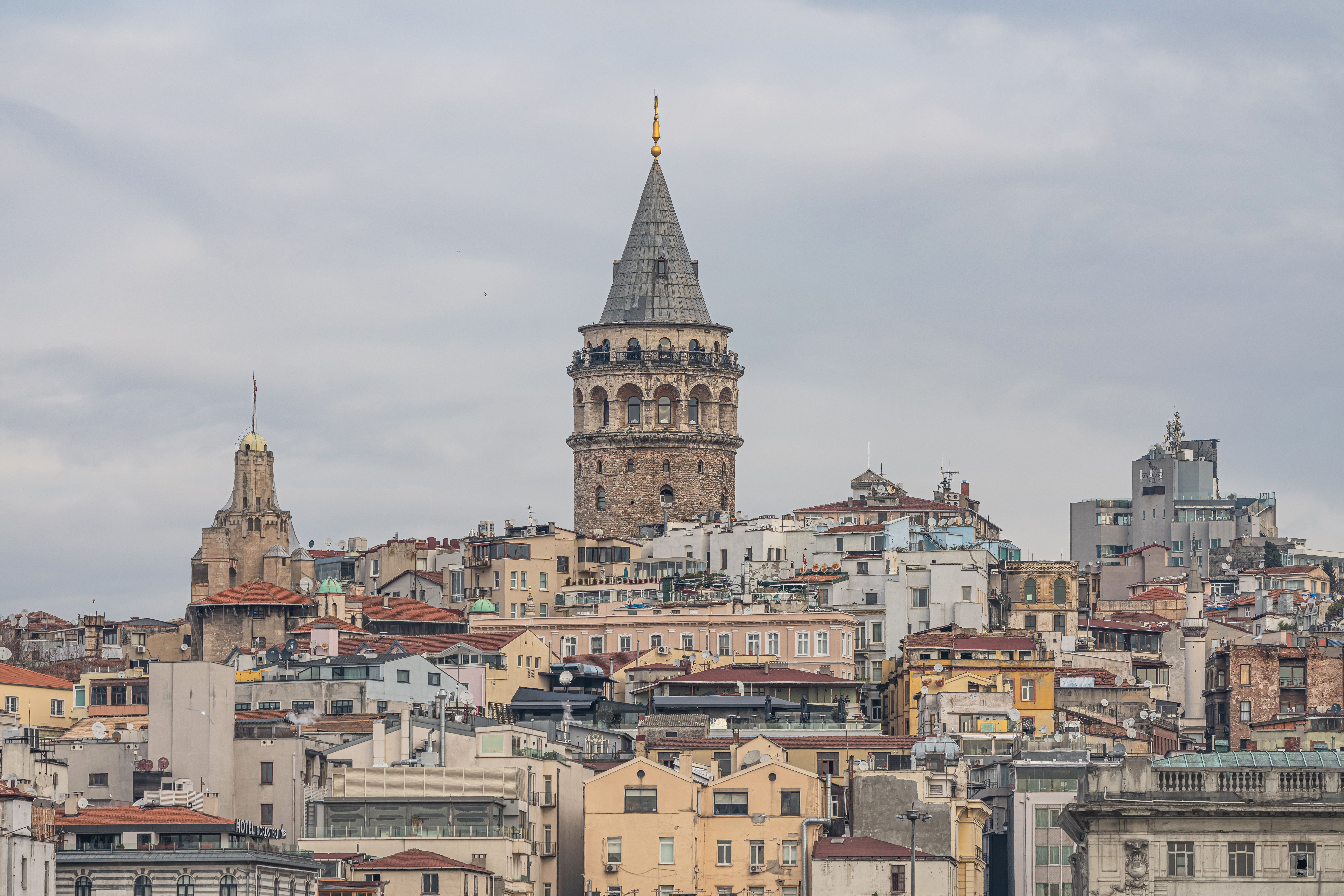
غلطة من البسفور

غلطة أحد أحياء مدينة إسطنبول.

## أعلام
- قسطنطين صموئيل رافينسك
- سيدي علي رئيس
- ملك أحمد باشا